# 浦本可奈子
浦本 可奈子（うらもと かなこ、1980年8月12日 - ）は、日本の元アナウンサー。愛称は「うらら」。

## 略歴
- 広島県広島市[1]出身。高校卒業の18歳まで広島市[1]、大学4年間は東京都世田谷区[1]に住んでいた。
- ノートルダム清心中学校[1]、ノートルダム清心高等学校[1]、日本大学文理学部国文学科[1]を卒業。
- 2003年4月、愛媛朝日テレビ入社。4年間アナウンサーとして勤務した後、2007年3月に退社。元・愛媛地上デジタルマドンナとして活動していた。
- 2007年4月 - 2008年6月 フリーアナウンサーとして東京で活動。
- 2008年7月、広島ホームテレビ入社。
- 2011年9月25日、『勝ちグセ。サンデー恋すぽ』の放送で9月いっぱいで広島ホームテレビを退社する事を発表。
- 2011年10月1日、北海道放送（HBC）入社。2011年11月19日と11月26日にHBCラジオ「香菜子のなまらないと」にHBCアナとして初出演し「津軽弁 VS 広島弁」を行った。（11月18日、11月26日の室谷香菜子アナウンサーのブログ記事を参照）
- 2012年9月28日、HBCテレビ「グッチーの 今日ドキッ!」にて、結婚に伴い9月末をもって退社する事を発表。

## 人物
- 名前は「生まれた頃に芸能人樋口可南子が人気だったので、そこからつけられた」と明かしている[1]。
- 家族は父、母、兄 [1]。
- ピアノを8年間、バレエを10年間。クラシック・モダンバレエ、剣道、水泳、公文など様々な習い事をしていた[1]。
- 小学校4年生から高校3年生までソフトテニス部に入部。中学の時に50人の部員のキャプテンラグビー同好会マネージャーをしていた[1]。中学、高校と６年間無遅刻無欠席[1]。船舶免許4級を取得[1]。

## 過去の出演番組

### 愛媛朝日テレビ時代
- い～テレ
- LoveChu!Chu!
- ガブリっ!とテレビ

### 広島ホームテレビ時代
- ワイド!スクランブル（ローカルニュース）
- HOME NEWS
- HOME Jステーションスポーツコーナー『勝ちグセJ』担当
- 北斗晶の鬼嫁運動記者倶楽部（2008年9月6日 - 2009年12月26日）
- 勝ちグセ。サンデー 恋すぽ（2010年3月7日 - 2011年9月25日）

### 北海道放送（HBC）時代
- グッチーの 今日ドキッ!（HBCテレビ）（「ウラヨミ」のコーナーに、2012年3月26日-同年9月まで出演。それ以前は金曜日の中継リポーターとして出演）
- フルカウント（HBCラジオ）（水曜日、※プロ野球のオフシーズン限定番組）
- 北海道警察 笑う警官（TBSテレビ）ゲスト出演（撮影は2012年の春頃に行われ、2013年7月29日に放映された。）